# Westelijke Jordaanoever
De Westelijke Jordaanoever (Arabisch: الضفة الغربية, aḍ-Ḍiffä l-Ġarbīyä, Hebreeuws: יהודה ושומרון / הגדה המערבית, Jehoeda Wesjomron (Judea en Samaria) / Hagadah Hama'aravit), of kortweg Westoever, in de 20ste eeuw ook wel Cisjordanië genoemd, is het grootste grondgebied van de Palestijnse gebieden. De Westelijke Jordaanoever van Palestina is een bergachtig gebied dat aan de oostzijde wordt begrensd door de rivier de Jordaan en de Dode Zee. Naast deze natuurlijke grens zijn de noordelijke, westelijke en zuidelijke grenzen gevormd na de Arabisch-Israëlische Oorlog van 1948 als wapenstilstandsgrenzen van 1949 tussen Israël en Jordanië, de zogenoemde Groene Lijn.
De Westelijke Jordaanoever is verdeeld in 11 gouvernementen van de Palestijnse Autoriteit (PA). Het hoofdkwartier met het presidentsterrein (de Mukata'a) zit in Ramallah evenals de Palestijnse Wetgevende Raad, het Palestijnse parlement. Oost-Jeruzalem wordt als de hoofdstad van Palestina beschouwd.

## Demografie
In 2007 had de Westelijke Jordaanoever totaal 2.350.583 Palestijnse inwoners. 
Eind december 2007 hield de Palestijnse autoriteit een volkstelling, hieruit bleek dat er op de Westelijke Jordaanoever inclusief Oost-Jeruzalem 2.345.000 Palestijnen woonden - dat was een verdubbeling ten opzichte van tien jaar daarvoor.
Rond de 30% van de Palestijnen die op de Westelijke Jordaanoever wonen zijn Palestijnse vluchtelingen (Nakba) of nakomelingen van vluchtelingen die vóór 1948 in het gebied, dat nu Israël heet, woonden. Zij wonen voornamelijk in vluchtelingenkampen. In juni 2008 waren dat volgens de UNRWA 754.263 personen. De 19 vluchtelingenkampen liggen verspreid over de Westelijke Jordaanoever en vallen onder de hulp- en dienstverlening van de UNRWA. Sommige zijn bijna uitgegroeid tot grote steden, andere zijn kleine landelijke dorpjes. 
In 2011 had de Westelijke Jordaanoever ongeveer 2.580.168 Palestijnse inwoners en in 2015 waren dat er naar schatting 2.862.485.
In 2012 was van alle bewoners op de Westelijke Jordaanoever ongeveer 80-85% moslim (meest soennitisch), 12-14% is joods en ongeveer 1-2,5% is christen (meest Grieks-orthodox). Verder wonen er nog kleine etnische groepen zoals Samaritanen en bedoeïenen, maar deze zijn zeer klein, in 2012 ongeveer <1%, en bestaan uit niet meer dan een paar honderd mensen. Er wonen 381 Samaritanen in Kiryat Luza (bij Nablus).
In 2018 telde de Westelijke Jordaanoever naar schatting 2.798.494 Palestijnse inwoners.
Het aantal Israëlische kolonisten in Oost-Jeruzalem bedroeg in 2021 ongeveer 236.600. Het aantal kolonisten in de Israëlische nederzettingen bedroeg in 2022 ongeveer 468.300.
De totale bevolking op de Westelijke Jordaanoever bedroeg in 2024 ongeveer 3.243.369.

## Geografie
De Westelijke Jordaanoever heeft een oppervlakte van 5860 km² en wordt in het noorden en westen door land omsloten, grenst in het oosten aan de rivier de Jordaan en in het zuidoosten aan de Dode Zee. Het gebied bestaat grotendeels uit een onregelmatig heuvelachtig land met wat vegetatie in het westen en vrij weinig begroeiing in het oosten. De hoogte varieert van 408 m onder zeeniveau aan de kustlijn van de Dode Zee tot 1030 m boven zeeniveau op de Nabi Yunis. De Westelijke Jordaanoever kent weinig natuurlijke hulpbronnen, met uitzondering van de hoger gelegen landbouwgrond die ongeveer 27% van het gebied beslaat.

## Geschiedenis

### Westelijke Jordaanoever na 1948
De Westelijke Jordaanoever is een deelgebied van het voormalige Britse Mandaatgebied Palestina. Nadat zionistische Joden in een groot deel van het mandaatgebied de staat Israël hadden uitgeroepen, werd in de daarop volgende Arabisch-Israëlische Oorlog van 1948 het voor een Palestijnse staat bestemde deel door Transjordanië bezet. En hoewel volgens het Verdelingsplan van de VN Jeruzalem als-één-geheel onder internationaal bestuur moest komen, veroverde Israël tijdens die oorlog ook het gebied en de wijken ten westen van de stad, West-Jeruzalem. Transjordanië behield de Oude Stad (Oost-Jeruzalem). In 1949 werd een wapenstilstand gesloten en een grenslijn getrokken, de Groene Lijn. Op 24 april 1950 annexeerde Transjordanië het bezette gebied dat vervolgens 'Westelijke Jordaanoever' werd genoemd en veranderde hierna zijn naam in Jordanië. De Palestijnen die er woonden kregen automatisch het Jordaanse staatsburgerschap. Deze annexatie werd alleen erkend door Groot-Brittannië en Pakistan, beide landen waren bevriend met het bestuur van Jordanië. De Westelijke Jordaanoever met inbegrip van Oost-Jeruzalem werd verboden gebied voor Joden uit Israël en andere landen. Christelijke pelgrims moesten een doopbewijs tonen aan de Jordaanse autoriteiten om te bewijzen dat ze geen Jood waren.

### Bezetting door Israël sinds 1967
In de Zesdaagse Oorlog van 1967 werd de Westelijke Jordaanoever en ook Oost-Jeruzalem met de Oude Stad (Al-Quds) door Israël op Jordanië veroverd en vervolgens militair bezet. (Volgens Resolutie 181 Algemene Vergadering Verenigde Naties van 1947 zou Jeruzalem als geheel een aparte status moeten krijgen). Vervolgens annexeerde Israël Oost-Jeruzalem, inclusief zijn wijken, samen met een groot aantal omringende Palestijnse dorpen. Deze eenzijdige annexatie door Israël is in strijd met het volkenrecht, zoals beschreven in de Vierde Geneefse Conventie en door VN-resoluties veroordeeld, zoals Resolutie 465 Veiligheidsraad Verenigde Naties en de verwijzingen daarin naar voorafgaande en volgende Resoluties, zoals Resolutie 194 Algemene Vergadering Verenigde Naties.
Het dagelijks bestuur over de Haram al-Sharif (voor Joden de Tempelberg) in de Oude stad met daarop de Al-Aqsa moskee met de bekende Rotskoepel bleef onder beheer van de (toen door Jordanië gedomineerde) waqf, een islamitische organisatie. In 1988 deed Jordanië afstand van aanspraken op de Westelijke Jordaanoever ten gunste van de PLO, maar het beheer van de Haram al-Sharif bleef bij de Jordaanse waqf.

### Bestuurlijke verdeling
Na de bezetting in 1967 heeft Israël de groene grenslijn op al zijn landkaarten, zoals in klaslokalen, gewist. Volgens de Israëlische minister van Volkshuisvesting is het vertrouwelijke militaire informatie die niet vrijgegeven kan worden vanwege bezorgdheid dat het de internationale betrekkingen van de staat zou kunnen ondermijnen. Vragen om gegevens daarover blijven onbeantwoord; die vallen onder de uitzonderingen in de Israëlische 'Wet op de Vrijheid van informatie' (Freedom of Information Law).
Israël stelde vervolgens een militair bestuur in op de Westelijke Jordaanoever en startte met de bouw van Israëlische nederzettingen. Door Israël wordt de Westelijke Jordaanoever aangeduid met de Bijbelse namen Judea en Samaria. De Verenigde Naties veroordelen dit en houden voor de verdeling van het mandaatgebied Palestina nog steeds vast aan het Verdelingsplan van 1947 volgens Resolutie 181 Algemene Vergadering Verenigde Naties. De politieke Palestijnse Fatah-beweging en vervolgens ook de Palestijnse Bevrijdingsorganisatie (PLO) onder leiding van Yasser Arafat waren al eerder opgericht en streefden naar een eigen Palestijnse staat.
De Israëlische regering bracht vervolgens de burgerlijke zaken van zowel de Israëlische kolonisten als de Palestijnen onder bij een militaire regeringsinstantie COGAT(Coordinator of Government Activities in the Territories), bestaande uit IDF soldaten en (Israëlische) burgers. In 1981 werd dit bestuurlijk ondergebracht bij de Civil Administration, een onderafdeling van de COGAT. 

## Oslo-akkoorden
In 1993 werden door tussenkomst van Bill Clinton de Oslo-akkoorden gesloten tussen Yitzhak Rabin en Arafat. Op grond daarvan werd in 1994 de Palestijnse Autoriteit opgericht onder leiding van Mahmoed Abbas. Die kreeg beperkte autonomie in delen van de Westelijke Jordaanoever met zicht op een onafhankelijke Palestijnse staat. De Westelijke Jordaanoever werd daarvoor ingedeeld in gebieden met een A-, B- of C-status:
- Gebied A (18% van het grondgebied, 55% van de populatie) waar de Palestijnse Autoriteit zowel het burgerlijk bestuur als het veiligheidstoezicht uitoefent. Voornamelijk de steden.
- Gebied B (20% van het grondgebied, 41% van de populatie) waar de Palestijnse Autoriteit het burgerlijk bestuur uitoefent met gedeeld Israëlisch-Palestijns veiligheidstoezicht. Voornamelijk platteland.
- Gebied C (62% van het grondgebied, 5,8% van de bevolking) onder volledig Israëlisch militair veiligheidstoezicht en bijna volledig Israëlisch burgerlijk bestuur. Met name vruchtbare en bronrijke gebieden: Gebied aan weerskanten van de later gebouwde Israëlische Westoeverbarrière en een brede strook in de Jordaanvallei langs de Jordaan; delen waar sinds 1967 veel Israëlische nederzettingen waren gesticht.

Bij deze akkoorden werd Jeruzalem, als 'corpus separatum' nog buiten beschouwing gelaten. Over de status van Jeruzalem zou vijf jaar na de Oslo-akkoorden onderhandeld worden.
De reeds gestichte Israëlische nederzettingen lagen daarbij in gebied C en zijn in de jaren daarna verder uitgebreid; bovendien zijn nieuwe nederzettingen gebouwd. Door de Verenigde Naties is deze bouw in bezet gebied veroordeeld en worden de nederzettingen als illegaal aangemerkt. Bovendien belemmeren de nederzettingen de stichting van een onafhankelijke Palestijnse staat, die door de Oslo-akkoorden in het vooruitzicht werd gesteld.

## Israëlische nederzettingen

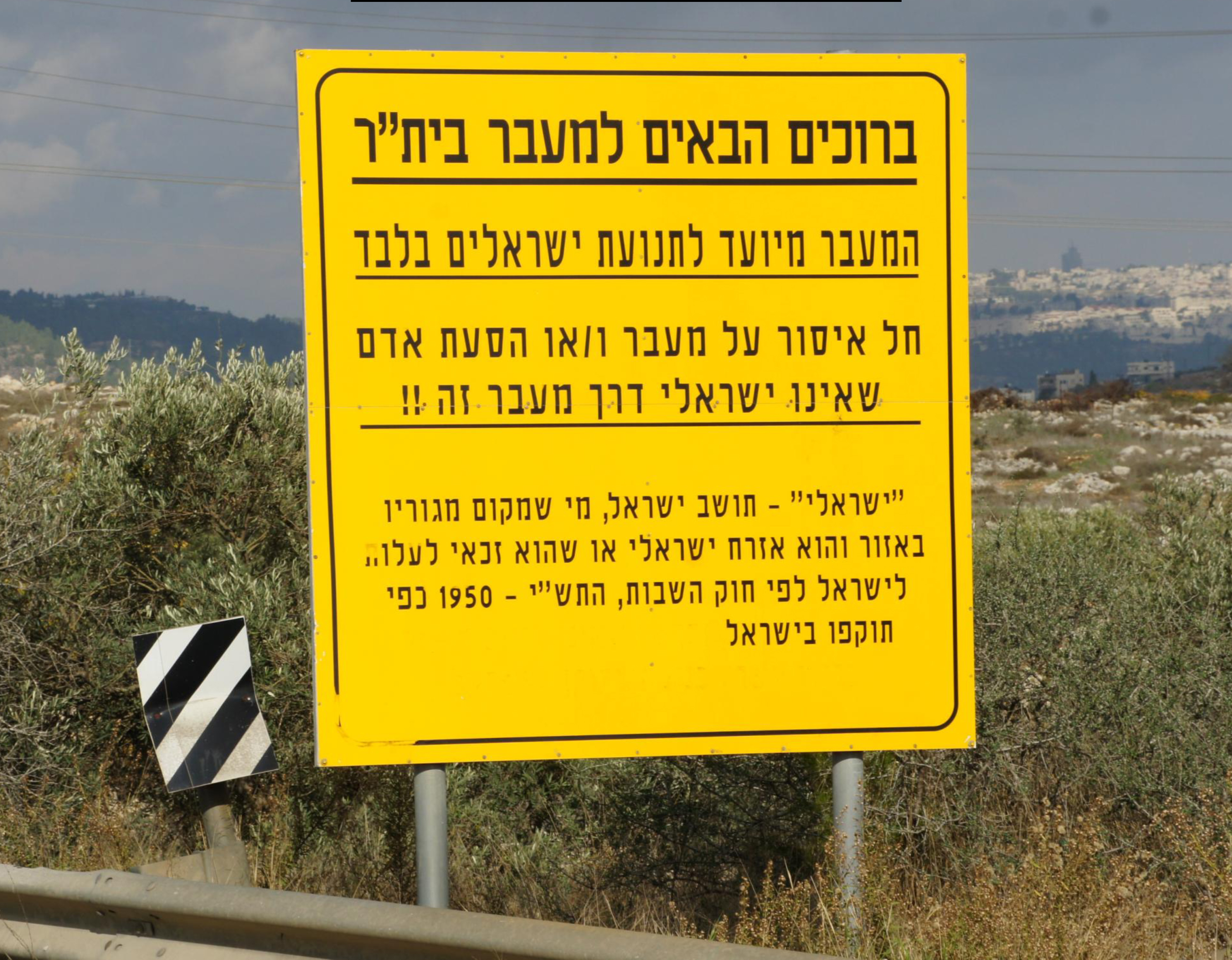
Toegangsbord voor de joodse nederzetting Beitar; verboden voor Palestijnen

De bouw van Israëlische nederzettingen is door de VN-Veiligheidsraad in resolutie 446 van maart 1979 illegaal verklaard. De geldigheid van deze resolutie wordt echter door Israël betwist. Uitbreiding van de nederzettingen wordt vaak afgedwongen door zogenaamde buitenposten (Engels: outposts) neer te zetten op land van Palestijnse boeren. Vaak betreft dit een aantal campers of caravans waarin streng religieuze joodse jongeren verblijven. Soms worden deze ook door Israël als illegaal beschouwd, maar ondanks zo'n verklaring weigeren deze kolonisten veelal te vertrekken. Dit leidt soms tot confrontaties van hen met het Israëlische leger en politie, waarna deze situatie zich herhaalt terwijl de buitenpost nog jaren blijft bestaan en zich intussen uitbreidt. Meestal wordt dit uiteindelijk door de Israëlische regering gelegaliseerd of wordt een nieuwe nederzetting gebouwd of uitgebreid op daarvoor ook weer geconfisqueerd Palestijns grondgebied, zoals bijvoorbeeld in geval van Amona. Soms met de verklaring dat het een straf is voor Palestijnen bij hun verweer tegen de kolonisten. Onderzoek, gebaseerd op documenten verkregen door de Israëlische krant Haaretz, toont aan dat gedurende tientallen jaren de Zionistische Wereldorganisatie de kolonisten financieel steunt met het stichten van illegale buitenposten en voorzieningen daarvoor op Palestijns land; met medeweten van de Israëlische regering en gebruik van belastinggeld, waarmee de meest extreme en gewelddadige kolonisten worden gesteund bij het verdrijven en onteigenen van Palestijnse gemeenschappen uit grote gebieden over de hele Westelijke Jordaanoever.
In augustus 2005 werden samen met alle nederzettingen in de Gazastrook, 4 van de 150 nederzettingen op de Westelijke Jordaanoever ontruimd. Tegelijkertijd werd door Israël het plan bekendgemaakt dat de nederzetting Betar Illit, die al meer dan 20.000 kolonisten had, datzelfde jaar nog uitgebreid zou worden met ten minste 235 woningen. Daarmee zou het deel gaan uitmaken van het Goesj Etsion nederzettingenblok. Dit was echter in strijd met de zogenoemde 'Roadmap' uit 2003, een vredesplan voorbereid door het Midden-Oostenkwartet bestaande uit de Verenigde Naties, de Verenigde Staten, de Europese Unie en Rusland, die de vorming van twee onafhankelijke staten beoogde. President George W. Bush van de VS had de Israëlische premier Ariël Sharon daarvóór ook al gewaarschuwd tegen verdere uitbreiding van de 150 nederzettingen op de Westelijke Jordaanoever en in Oost-Jeruzalem, waar al 400.000 Israëliërs woonden. De Palestijnse Planning-minister Ghassan al-Khattib beschreef dit plan als een "provocatie jegens het Palestijnse volk".

### Kolonistengeweld
De Israëlische regering blijft, in weerwil van internationaal recht, nederzettingen bouwen en uitbreiden en legaliseert ze met eigen wetten. Intussen bouwen voornamelijk jonge extremistische, ideologisch gedreven kolonisten overal op de Westelijke Jordaanoever illegale buitenposten (outposts) op land van Palestijnen. Van daaruit vallen ze - veelal onder het oog van het Israëlisch defensieleger (IDF) - met intimidatie en geweld de Palestijnse bewoners en boeren aan met het doel om hen te verjagen en hun grond in bezit te nemen. De illegale nederzettingen, vaak als blokken aaneen gebouwd, breiden zich steeds meer uit rondom Palestijnse dorpen. Door kolonisten uit de nederzettingen en hun buitenposten worden landbouwvelden en olijf- en wijngaarden van de Palestijnse inwoners geruïneerd, zoals bijvoorbeeld in Al-Khader ten zuiden van Bethlehem.
Bij de Palestijnse landbouworganisatie "Union of Agricultural Work Committees" komen regelmatig meldingen binnen over het lozen van afvalwater uit de nederzettingen op Palestijns landbouwgrond, waardoor de vruchtbare bodem vernietigd wordt en de biologische samenstelling ervan verandert waardoor het gewas en de bomen doodgaan. In 2020 kwamen onder meer meldingen binnen uit de dorpen rondom de stad Nablus. Vaak ontdekken de bewoners dat pas na lange tijd, omdat hun de toegang tot hun land door het Israëlische leger wordt verhinderd en ze alleen tijdens het olijfoogstseizoen worden toegelaten. Zoals het dorpje Deir Ballut, omringd door de drie illegale nederzettingen, Deir al-Hatab ten oosten van Nablus omringd door een nederzetting met zijn fabrieken, en Qaryout ten zuiden van Nablus.
Sinds 7 oktober 2023 is het geweld door deze Israëlische Joodse kolonisten uit de nederzettingen in alle hevigheid toegenomen. Ze worden gesteund en aangemoedigd door onder meer de religieus zionistische ministers Itamar Ben Gvir en Bezalel Smotrich van de extreemrechtse partij Otsma Jehudit die zelf ook in een Israëlische nederzetting wonen. Met vanuit de regering verkregen wapens, en soms in soldatenuniformen en onder toeziend oog van Israëlische militairen, pikken ze land, vee en bezittingen van Palestijnse inwoners in. Ze vernielen hun oogsten en olijfgaarden, drijven hen uit hun woningen en zetten er vervolgens een zogenoemde 'herders'-buitenpost op, die zelfs onder Israëlisch recht illegaal zijn. Het zijn er intussen ongeveer 196.
Op 28 februari 2025 verdreven Israëlische soldaten, die bij de nederzetting Beit Aryeh-Ofarim bij Nablus gelegerd waren, Palestijnse families uit het gebied. Volgens plaatselijke bewoners hield het verband met de illegale buitenpost Havat Avihai daar vlakbij. Volgens een mensenrechtenactivist was het 't zoveelste voorbeeld van een militaire actie in dienst van de meest gewelddadige en extremistische kolonisten. Het leger zei dat de troepen het op eigen initiatief hadden gedaan. Hoewel het leger erkende dat de soldaten daarmee procedures geschonden hadden, besloot het de illegale verdrijving van de Palestijnse families niet door de Israëlische Militaire Politie te laten onderzoeken. De Yesh Din organisatie zei dat dit evident is voor een cultuur die onschendbaarheid toekent aan soldaten die Palestijnen schade berokkenen.
Kort daarvoor had de Israëlische defensieminister Yisrael Katz aangekondigd dat 40.000 Palestijnen door het leger 'geëvacueerd' waren uit de vluchtelingenkampen van Jenin, Tulkarem en Nur al-Shams en dat hij het IDF had geïnstrueerd daar het komende jaar te blijven om de terugkeer van de bewoners te voorkomen.

## Westoeverbarrière

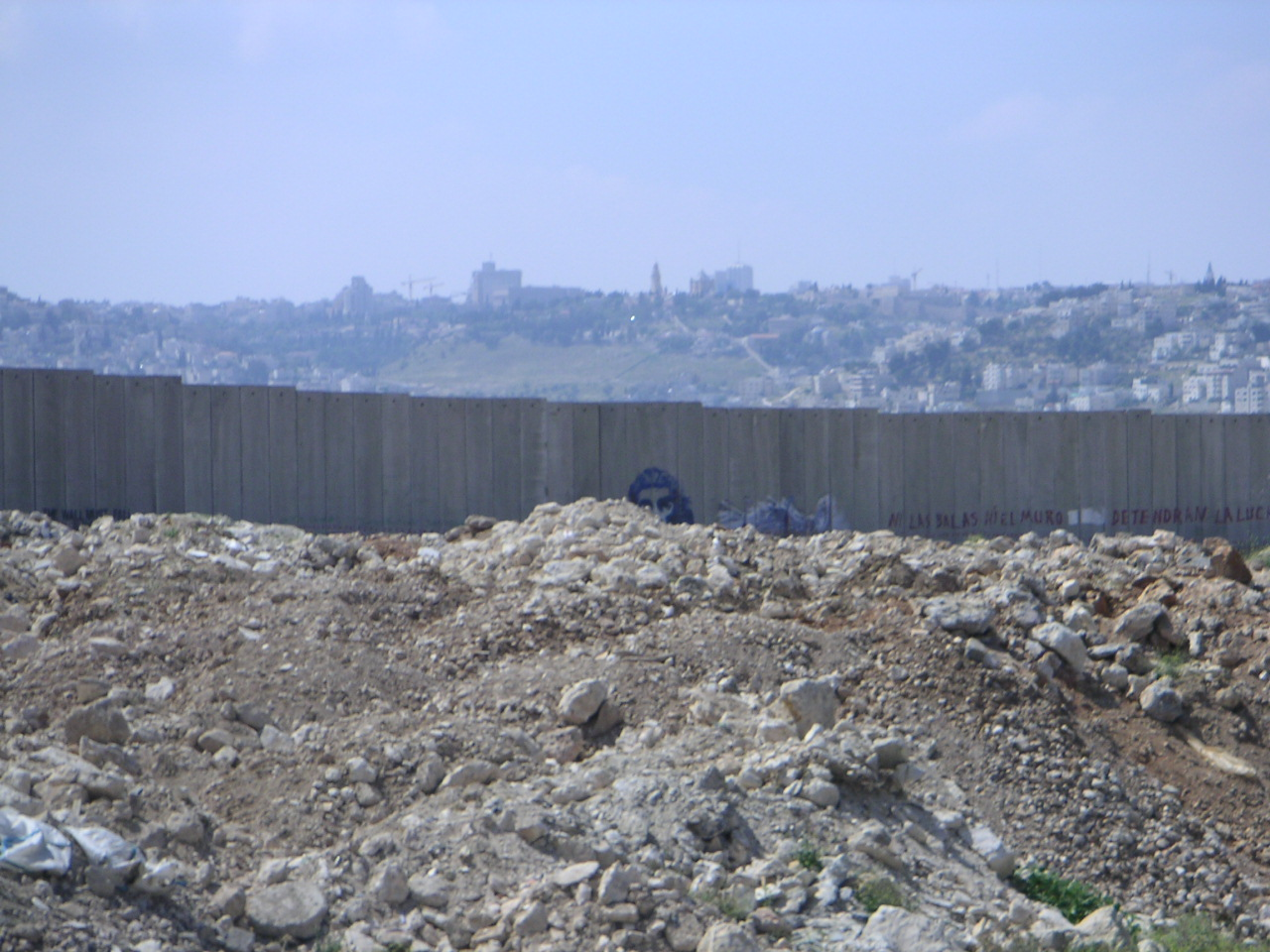
Israëlische Westoeverbarrière, 2008

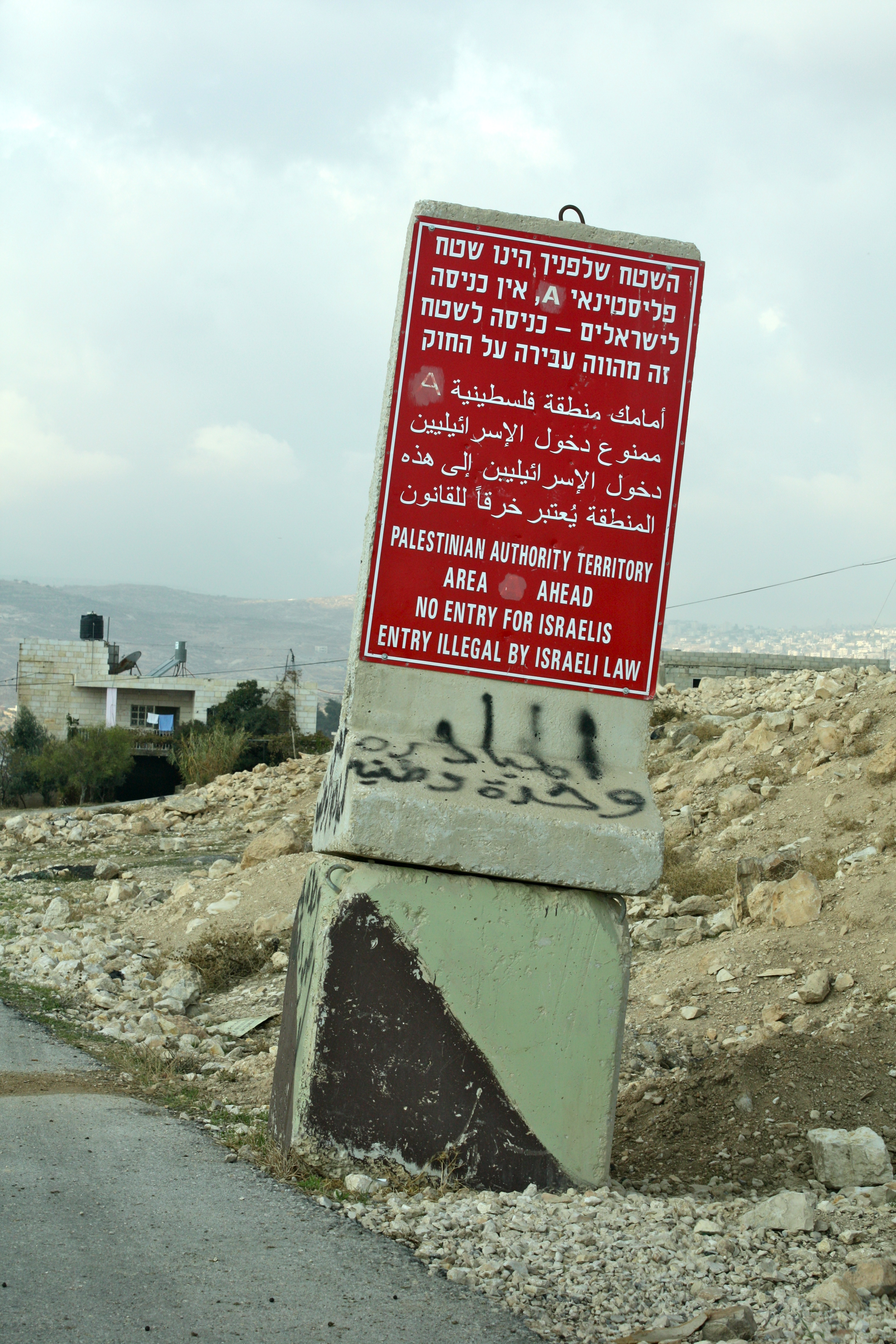
Toegangsbord voor Palestijns Area A-gebied; verboden voor Israëli's

Volgens zeggen om zich te beschermen tegen zelfmoordaanslagen en beschietingen vanuit de Westelijke Jordaanoever (lijst van aanslagen in Israël) besloot Israël in 2002 om een scheidingsmuur te bouwen. Deze Israëlische Westoeverbarrière ligt deels op de grens van, deels diep in de Westelijke Jordaanoever. Palestijns land is door de muur bij Israël getrokken of wordt door Israël geconfisqueerd als 'militair terrein' en/of voor de bouw van nederzettingen. De muur en de vele controleposten belemmeren het economisch verkeer vanuit de Westelijke Jordaanoever. Bewoners worden belemmerd in hun bewegingsvrijheid en levensbehoeften doordat de toegang tot hun grondgebied is afgesloten. Palestijnse christenen en moslims maken er bezwaar tegen dat bepaalde religieuze plaatsen hiermee alleen door en voor joden worden geclaimd. Door de Palestijnen wordt de muur ook wel Sharon's Wall, naar Ariel Sharon, of Apartheidsmuur genoemd.
Voor verbinding met Israël en de nederzettingen onderling is een uitgebreid Israëlisch wegennet aangelegd, dat niet toegankelijk is voor Palestijnen. Palestijnse dorpen en steden die langs de Groene Lijn liggen, worden door de muur en allerlei restricties bedreigd in hun bestaan. Bij de toegangswegen vanaf de Israëlische zogenoemde 'bypassroads' naar Palestijnse dorpen zijn door de Israëlische autoriteiten grote rode waarschuwingsborden geplaatst met het opschrift: This Road leads To Area "A" Under The Palestinian Authority. The Entrance For Israeli Citizens Is Forbidden, Dangerous To Your Lives And Is Against The Israeli Law.
In veel dorpen, zoals rond Ramallah en Nablus, zoals Bil'in, Nabi Saleh en Qalqiliya, worden vaak wekelijks geweldloze protestdemonstraties gehouden tegen de bezetting en de muur. Deze demonstraties krijgen regelmatig steun van Israëlische en internationale personen of groepen.
De Algemene Vergadering van de Verenigde Naties bepaalde dat een gedeelte van het traject in strijd is met het internationaal recht, na een identiek advies van het Internationaal Gerechtshof in Den Haag (2004). De motivering hiervoor is dat de Westoeverbarrière niet de Groene Lijn volgt maar diep in de Westelijke Jordaanoever snijdt waardoor Palestijns grondgebied bij Israël geannexeerd wordt. Het betreft vooral gebieden waar de muur om nederzettingen en religieuze plaatsen heen is gebouwd teneinde deze te beschermen en de toegang vanuit Israël gemakkelijker te maken.

## Mensenrechten
De mensenrechtensituatie voor de Palestijnse bevolking op de Westelijke Jordaanoever is slecht. De bouw en invloed van de Israëlische Westoeverbarrière binnen de Groene Lijn komt volgens een rapport van de Mensenrechtenraad van de Verenigde Naties van 2004 neer op annexatie van Palestijns gebied ten bate van Israëlische kolonisten en de Israëlische militaire aanwezigheid, en verdrijving daardoor van Palestijnen uit dat gebied. Israël maakt zich daarbij schuldig aan ernstige schendingen van de mensenrechten door veelvuldig en onnodig Palestijnse huizen te slopen, in de regel als vergeldingsmaatregel of collectieve straf na het plegen van een aanslag. Bovendien vernielt het leger de infrastructuur en houdt Israël zich als bezettende macht niet aan internationaal recht.
In opeenvolgende rapporten van de Mensenrechtenraad wordt aangetoond dat dit Israëls structurele politiek is in de bezette Palestijnse gebieden: de bouw van de muur, de uitbreiding van nederzettingen, confiscatie van grondgebied, beperking van bewegingsvrijheid, verwoesting van huizen, toegelaten geweld door kolonisten en strooptochten en invallen door militairen. Dit alles heeft een rampzalige invloed op de economie, gezondheid, onderwijs, gezins- en familieleven en de levensstandaard van Palestijnen. In 2015 werd door Human Rights Watch (HRW) het rapport Ripe for Abuse uitgebracht, over de uitbuiting van minderjarige Palestijnse kind-arbeiders in de nederzettingen op de Westelijke Jordaanoever.
Op 18 mei 2018 bracht de Mensenrechtenraad een rapport uit met de titel "Violations of international law in the context of large-scale civilian protests in the Occupied Palestinian Territory, including East Jerusalem". Daarin werden alle voorgaande resoluties van de Verenigde Naties nogmaals in herinnering gebracht.
De OCHA (United Nations Office for the Coördination of Humanitairian Affairs) rapporteert toenemende pogingen tot delegitimatie van humanitaire hulp- en mensenrechtenorganisaties, met name ngo's, in de bezette Palestijnse gebieden; wat een negatief gevolg heeft voor de situatie en rechten van Palestijnen.
Verwoestingen gecombineerd met andere factoren, zoals plannen tot overplaatsing van dorpsgemeenschappen, toegangsbeperkingen tot natuurlijke bronnen, het onthouden van basale voorzieningen, en het gebrek aan woonzekerheid leggen een grote druk op inwoners en leiden tot een risico op gedwongen verplaatsing. In de eerste maanden van 2019 nam dit sterk toe en betrof het ruim 25.000 mensen, doordat samen met huisverwoestingen ook kilometerslange waterpijpleidingen naar diverse dorpen en ook bronnen vernield waren, of werden afgesloten.
Vanwege de druk van de bezetting door Israël en de "sektarische strijd" tussen Fatah en Hamas zijn in de afgelopen jaren ook door Palestijnse autoriteiten misdaden begaan, hoofdzakelijk jegens elkaars aanhangers. De Palestijnse Autoriteit opereert vaak in samenwerking met het Israëlische leger. Over en weer worden arrestaties verricht, critici met martelingen geïntimideerd, waarbij behalve journalisten ook burgers (vanwege sociale media) het slachtoffer zijn.
De Israëlische mensenrechtenorganisatie B'Tselem verzamelt, geeft actuele informatie en rapporteert over de situatie in de bezette Palestijnse gebieden. Op 24 november 2019 vond de wereldpremière plaats van de documentaire "Of Land and Bread" op het International Documentary Film Festival in Amsterdam (IDFA). In 2024 vond de première plaats van de documentaire "No other land" over de verwoesting van de dorpjes in Masafer Yatta.

## Bouwvergunningen
De staat Israël geeft slechts zeer weinig bouwvergunningen voor huizen en bedrijfsruimten en allerlei infrastructuur aan Palestijnse inwoners van C-gebied. De getallen die publiekelijk genoemd worden kunnen in de praktijk (veel) lager uit vallen. Enkele voorbeelden: in 2019 keurde het Israëlische veiligheidskabinet 700 wooneenheden goed voor Palestijnen, maar onderzoek in het jaar erna bracht aan het licht dat het civiele bestuur (Civil Administration) slechts goedkeuring had verleend voor 6 wooneenheden. In 2017 was een eerste voorlopige goedkeuring verleend voor 5000 wooneenheden in Qalqiliya, maar premier Netanyahu blokkeerde vervolgens het proces.
1 november 2021 gaf Israël voorlopige toestemming voor 1233 wooneenheden voor Palestijnen (270 in Bir al-Basha (bij Jenin), 270 in al-Masara (bij Bethlehem), 233 in al-Musqufa, 200 in Dkeika (ten z. van Al-Khalil/Hebron) en 160 in Khirbet Aba (bij Jenin)). Definitieve goedkeuring kwam er voor 170 wooneenheden in Barta'a. De voorgestelde wooneenheden in het plan voor Khirbet Beit Zakariya vielen af nadat kolonisten uit de omgeving druk hadden uitgeoefend op minister van defensie Benny Gantz. Ook het Joods Nationaal Fonds had bezwaren naar voren gebracht. Zij claimde in het plan-gebied grond te bezitten. het valt dus nog maar te bezien hoeveel van deze 1233 definitieve goedkeuring krijgen en gebouwd worden.
Intussen worden vele huizen van Palestijnen door het Israëlische leger gesloopt omdat ze door Israël niet erkend worden, ondanks het feit dat de bewoners daar vaak lange tijd al vóór de stichting van Israël woonden en dat met documenten kunnen aantonen. Bovendien worden delen van C-gebieden (Oslo-akkoorden) tot militaire zones verklaard. De infrastructuur, huizen en bezittingen van Palestijnse bewoners worden verwoest en ze worden gedwongen te vertrekken. Met anvankelijk buitenposten worden er daarna Joodse nederzettingen gesticht. (Zoals bijvoorbeeld in Masafer Yatta)

## Water
In 1997 waren internationale organisaties, westerse en regionale ngo's en onderzoeksteams het erover eens dat de waterdistributie en toekenning ervan tussen Israëli (in Israël, op de Westelijke Jordaanoever en Gaza) en de Palestijnen (op de Westelijke Jordaanoever en in Gaza) onevenredig is. Terwijl Israëli's het gehele jaar door onbeperkt stromend water hebben, lijden honderdduizenden andere bewoners in die gebieden onder tekorten aan water, wat hun gezondheid en economisch welzijn drastisch aantast. Volgens de Wereldbank hebben deze inwoners gezien de regionale standaarden de minste toegang tot verse waterbronnen.
De belangrijkste bronnen van water voor de Westelijke Jordaanoever zijn de rivier de Jordaan en de aquifer van het hoogland. De beschikbaarheid van water is sinds 1967, de Zesdaagse Oorlog, een bron van spanningen tussen de Palestijnse autoriteit en Israël die de controle heeft over de waterbronnen. Bij de Oslo II akkoorden van 1995 waren Israël en de Palestijnse autoriteit weliswaar een verdeling van de waterbronnen overeengekomen, maar sindsdien beheert Israël 80% van de waterbronnen. In zijn toespraak tot de Knesset in 2014 refereerde de president van het Europarlement speciaal aan de beperkte toegang tot water voor Palestijnen in vergelijking met die voor Israëli's. Door de bevolkingsgroei in de Palestijnse gebieden levert dit toenemende problemen op. Ontzilting en hergebruik van water vindt niet plaats in de gebieden die onder controle staan van de Palestijnse autoriteit. De waterinfrastructuur van de Palestijnse gebieden is verouderd en door lekkages gaat een derde van het water hier verloren. Het tekort, de toegang tot en de kwaliteit van het water is een onderdeel van het Midden-Oosten vredesproces.
Over de waterverdeling van de Jordaan heeft Israël in 2015 een verdrag met Jordanië gesloten, waarbij er in Jordanië een ontziltingsinstallatie zou worden gebouwd en Israël en Jordanië elkaar over en weer water zouden leveren. Voor Palestina waren hierbij geen voorzieningen getroffen. Israël stelde dat dat onderwerp apart behandeld moest worden.
Tegelijk met de verwoesting en sloop van Palestijnse huizen worden door Israël ook water-pijpleidingen vernield en dorpen van water afgesloten, evenals de toegang tot waterbronnen. Alleen al begin 2019 heeft dat, bij vijf gevallen, 25.000 bewoners getroffen. Op 17 februari vernietigden de Israëlische autoriteiten een 750 meter lange pijpleiding die deel uitmaakte van een project om de dorpen Beit Furik en Beit Dajan (beide in Nablus) van water te voorzien. Op 13 en 15 februari verwoestte of confisqueerde Israël twee - van donorgeld verkregen - water-pijpleidingen, inclusief een 1,4 kilometer lange pijpleiding in Masafer Yatta ten zuiden van Hebron en 2 km lange pijpleidingen in de Palestijnse bedoeïenengemeenschap van Wadi abu Hindi bij Jeruzalem.

## In de media
- No Other Land,  documentairefilm uit 2024 over de bezetting van de Westelijke Jordaanoever.
- De Westelijke Jordaanoever wordt in moordend tempo het nieuwe Gaza, zag ik ter plekke decorrespondent.nl, 27 maart 2025

## Belangrijkste Palestijnse plaatsen
- Beit Jala
- Bethlehem
- Hebron
- Jenin
- Jericho
- Nablus
- Oost-Jeruzalem
- Qalqiliya
- Ramallah
- Rawabi
- Toelkarem
- Yatta

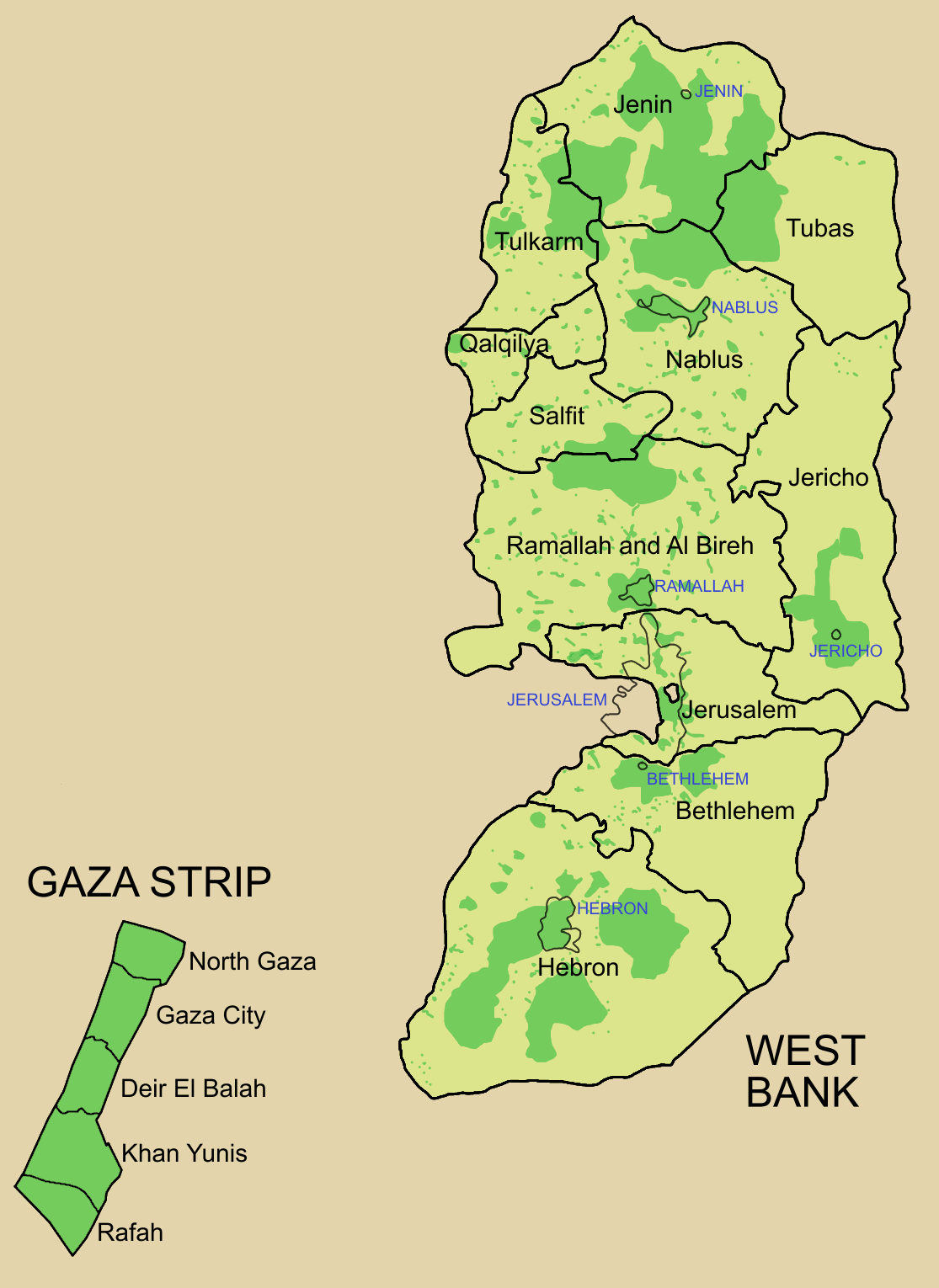
Gouvernementen van de Palestijnse Autoriteit, 2006. (Area A en B zijn donkergroen)

- Zababdeh (overwegend christelijk Palestijns dorp)
- Ad Dhahiriya